# Rio Noatak
O rio Noatak (em inupiaque: Nuataam Kuuŋa; também referido historicamente como Noatok, Noatuk, Nunatok ou Notoark) é um rio localizado na região noroeste do estado americano do Alasca.

## Descrição
As nascentes do rio Noatak situam-se no flanco norte do Monte Igikpak, nas Montanhas Schwatka, que integram a cordilheira Brooks, dentro do Parque Nacional e Reserva Gates of the Arctic. O rio flui predominantemente para oeste por aproximadamente 684 quilômetros, até desaguar no mar de Tchuktchi, através da golfo de Kotzebue.
Todo o curso do Noatak encontra-se ao norte do Círculo Polar Ártico. Ao deixar o Parque Nacional e Reserva Gates of the Arctic, o rio adentra a Reserva Nacional Noatak, que corresponde exatamente à delimitação da bacia hidrográfica do rio. Toda a bacia está contida dentro dessas duas áreas protegidas, desde a nascente até o ponto em que o rio deixa a reserva — cerca de 32 quilômetros rio acima da aldeia de Noatak e a aproximadamente 145 quilômetros da foz.
Mesmo nesse trecho final, a maior parte da bacia ainda está situada dentro da Reserva Nacional Noatak ou do Monumento Nacional de Cape Krusenstern, sendo que apenas o vale imediato do rio está fora dessas unidades de conservação. A bacia do Noatak constitui a maior bacia hidrográfica intocada dos Estados Unidos. Somente a Reserva Nacional Noatak abrange uma área de cerca de 2,6 milhões de hectares (26.000 km²).
Existem pequenas parcelas de terras privadas dentro da reserva, algumas das quais abrigam cabanas de uso particular. A única localidade permanentemente habitada ao longo do rio é a vila de Noatak, que dispõe de uma pista pública de pouso de cascalho com cerca de 1.200 metros de extensão, iluminação, algumas lojas, uma agência postal e uma escola.
O Noatak é alimentado por uma bacia relativamente extensa; como outros grandes rios trançados do Ártico, chuvas severas e esporádicas podem causar rápidas inundações temporárias, elevando o nível das águas em vários metros e cobrindo barras de sedimentos que normalmente permanecem secas. Há alguns pequenos glaciares remanescentes nas Montanhas Schwatka, mas sua contribuição para o regime hidrológico do rio é considerada insignificante.

## Toponímia
O rio foi denominado "Rio Interior" (Inland River) pelo cirurgião John Simpson, da Marinha Real Britânica, em um mapa elaborado em 1853. Segundo o Serviço Geológico dos Estados Unidos (USGS), essa denominação parece ser uma tradução genérica do nome inuit Nunulak. A forma Nunatak também pode significar "nova terra" ou "pertencente à terra".

## Designação como Selvagem e Cênico
Em 2 de dezembro de 1980, um trecho de aproximadamente 531 quilômetros do rio Noatak — desde sua nascente no Parque Nacional e Reserva Gates of the Arctic até o rio Kelly, dentro da Reserva Nacional Noatak — foi incorporado ao Sistema Nacional de Rios Selvagens e Cênicos dos Estados Unidos.